# Aethionema acarii
Aethionema acarii är en korsblommig växtart som beskrevs av Gemici och Leblebici. Aethionema acarii ingår i släktet Aethionema och familjen korsblommiga växter. Inga underarter finns listade i Catalogue of Life.